# Андрюшков, Александр Степанович
Александр Степанович Андрюшков (6 октября 1947, Луга, Ленинградская область — 24 января 2007) — советский и российский космонавт-исследователь, военный лётчик 1-го класса, совершивший около 1320 часов налёта на истребителях, журналист-репортёр, автор около 2000 газетных и журнальных публикаций об авиации и космонавтике. Опыта полёта в космос нет.

## Биография
Родился 6 октября 1947 года в городе Луга Ленинградской области. В 1963 году после окончания 8 классов средней школы села Спасское Барятинского района Калужской области поступил в Луганское профессионально-техническое училище № 7, которое окончил в 1965 году по специальности «наладчик токарных и фрезерных станков-автоматов».
В 1965—1966 годах учился в аэроклубе Луганска, где летал на самолёте Як-18, после чего поступил в Армавирское высшее военное авиационное Краснознаменное училище лётчиков (АВВАКУЛ), которое окончил в 1970 году. После училища до 1979 года служил лётчиком-истребителем в боевых частях Ленинградского и Туркестанского военных округов, где освоил самолёты МиГ-15, МиГ-17, МиГ-23, Су-9, Су-7Б. В 1982 году окончил с отличием факультет Военно-воздушных сил Военно-политической академии имени В .И. Ленина.
С 1982 года работал в редакции газеты «Красная звезда» на должности заместителя редактора отдела боевой подготовки ВВС, а затем и редактора отдела.

### Космическая подготовка
В рамках набора по программе «Космос — детям», в декабре 1989 года Андрюшков прошёл первичный отбор в Институте математических проблем биологии РАН (ИМБП). В январе 1990 года начал проходить углублённое обследование в Центральном военном научно-исследовательском авиационном госпитале (ЦВНИАГ). 11 мая 1990 года решением Государственной межведомственной комиссии (ГМВК) Андрюшков, в составе группы из 6 человек, был отобран для подготовки к космическому полёту. В период с 1 октября 1990 года по 7 февраля 1992 года прошёл курс общекосмической подготовки в Центре подготовки космонавтов имени Ю. А. Гагарина, после чего решением Межведомственной квалификационной комиссии (МВКК) ему была присвоена квалификация «космонавт-исследователь».
С 1 сентября 1994 года по 14 января 1995 года Александр Андрюшков в качестве одного из пяти испытателей принимал участие в наземном модельном эксперименте ИМБП «Поведение человека в длительном космическом полете», проводимом в рамках российско-европейской программы «EuroMir-95». Задача 135 суточного эксперимента заключалась в моделировании полёта космонавта ESA на орбитальной станции «Мир».
В период с 21 октября 1995 по 22 января 1996 года Институт медико-биологических проблем РАН реализовал проект «ЭКОПСИ-95» в наземном экспериментальном комплексе (НЭК) продолжительностью 90 суток, в рамках которого учёные пытались определить понятие психофизиологической комфортности среды обитания, дать оценку взаимодействию человека и среды, и выяснить, возможно ли управлять динамикой этого процесса. Командиром основного экипажа был назначен военный лётчик первого класса Александр Андрюшков.

### После космической подготовки
В 1990 году окончил факультет журналистики Московского государственного университета. С 28 августа 1996 года служил старшим офицером Центра общественных связей Федеральной пограничной службы. С 10 октября 1997 года работал заместителем главного редактора газеты «Воздушный транспорт», также работал редактором журнала «Вестник авиации и космонавтики».
Был женат, в браке имел двух сыновей. Скончался на 60-м году жизни 24 января 2007 года в результате сердечного приступа.